# Obbolaön

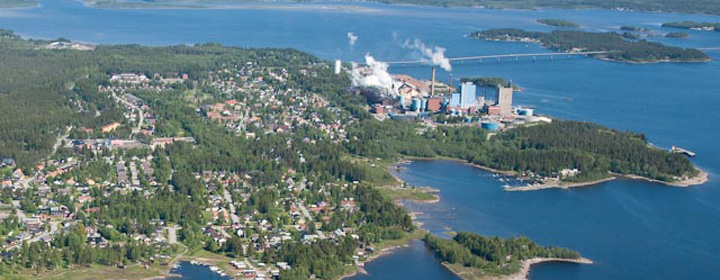
Östra delarna av Obbolaön och Obbolabron som går över ön Holmen mot Holmsund.

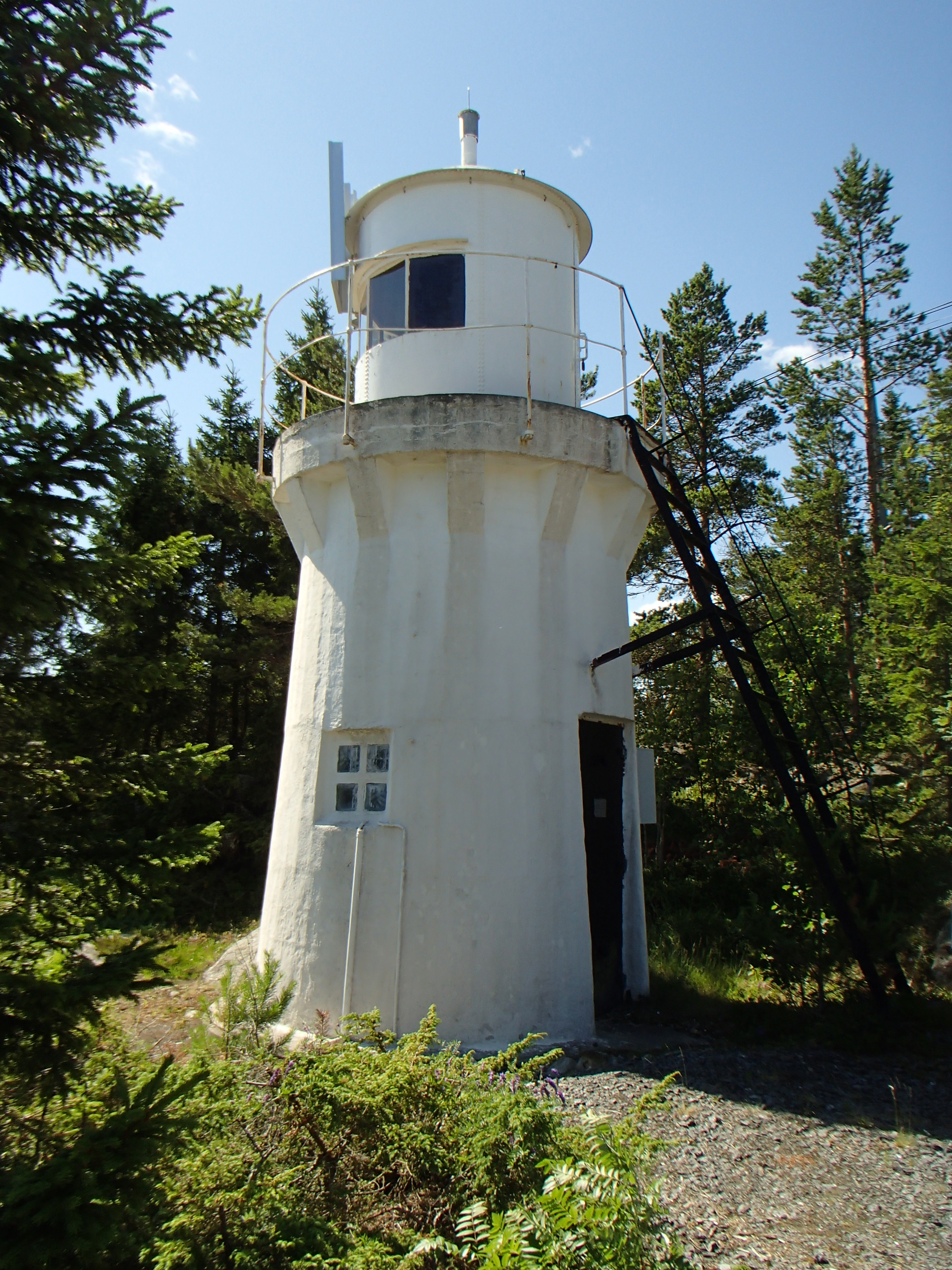
Fyren Bredskärssund Nedre, som är statligt byggnadsminne.

Obbolaön är en 23 kvadratkilometer stor ö i Umeälven, just vid dess utlopp i havet. Ön ligger i Umeå kommun, någon mil söder om Umeå.
Ön är cirka 10 kilometer lång (från norr till söder) och drygt 3 kilometer bred på bredaste stället. Ön delar Umeälven i två delar just där den rinner ut i havet. Öster om ön finns den 1–3 kilometer breda Österfjärden, västerut finns den betydligt smalare Västerfjärden. Söder om ön finns Bottniska viken. I norr gränsar den till den ytterst smala del av Västerfjärden som kallas Storrinneln.
På öns östra sida ligger samhället Obbola, med drygt 2 000 invånare. Samhället förbinds norrut med Umeå via E12, som från Obbola fortsätter österut via Obbolabron och Holmsundsbron till Holmsund och Umeå hamn.
Ön är till största delen täckt av barrskog. Förutom industrisamhället Obbola utgörs bebyggelsen på ön till största delen av sommarstugor och ett antal jordbruk.
Sydost om Obbolaön ligger Bredskär där det tidigare fanns en lotsstation och en försvarsanläggning för kustartilleriet.

## Etymologi
Öns namn skrevs på 1500-talet Wböle, Wbola, Vpbola eller Åbola och på 1800-talet Åbordsön. "Obbol" eller "åböl" är ett dialektalt ord som betecknar det som driver iland på en strand eller en uppkastad isvall. Ordet är känt från ömse sidor om Kvarken.

## Fyrar
På öns sydligaste del, vid Bredskärssund, finns de båda fyrarna Bredskärssund nedre och Bredskärssund övre som står i ens i 000 grad. Bredskärssund nedre är statligt byggnadsminne sedan den 5 juni 2008.
Ytterligare en fyr stod i början av 1900-talet på Långhalsudden söder om fabriken. Den flyttades 1955 till oljekajen och 1975 till en placering uppe på Långhalsberget. Den bildade sedan en enslinje med en röd lampa uppe på skorstenen till sulfatfabrikens sodapanna; en enslinje som utvisade den djupaste farleden genom sundet mellan Obbola och Holmsund. Fyren elektrifierades 1964. År 2007 avlägsnades både fyren och skorstenslampan och ersattes med två moderna fyranläggningar på Långhalsudden, bestående av röd-gul-röda tavlor som dagmarkeringar.